# Лоса-дель-Обіспо
Лоса-дель-Обіспо, Льйоза-дел-Біспе (ісп. Losa del Obispo (офіційна назва), валенс. Llosa del Bisbe) — муніципалітет в Іспанії, у складі автономної спільноти Валенсія, у провінції Валенсія. Населення — 566 осіб (2010).

## Географія
Муніципалітет розташований на відстані близько 250 км на схід від Мадрида, 48 км на північний захід від Валенсії.

## Демографія
Динаміка населення (INE ):

## Галерея зображень

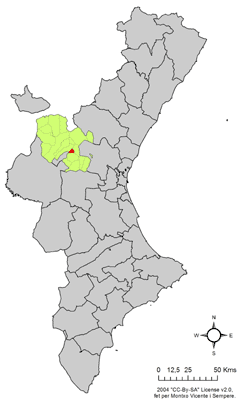
Розташування муніципалітету Лоса-дель-Обіспо у автономній спільноті Валенсія
Розташування муніципалітету Лоса-дель-Обіспо у комарці Лос-Серранос